# 羅登伯里紀念圖書館
羅登伯里紀念圖書館（英語：Roddenbery Memorial Library）是位於美国喬治亞州格雷迪縣開羅的一所公共图书馆，並服務格雷迪縣全縣。
圖書館是佐治亞州公共圖書館服務下涵蓋佐治亞州内143縣的53個圖書館系統的電子服務公共信息聯網的成員之一。PINES聯網下的圖書館涵蓋的地區的居民都可以借閲聯網内的1060萬冊圖書。圖書館亦是佐治亞大學系統所提供的佐治亞圖書館在綫學習計劃的成員之一。該計劃為參與計劃的圖書館涵蓋的地區的居民提供了100多個數據庫，並可以索引數千種期刊和學術期刊。該計劃也擁有超過10,000份期刊全文。

## 歷史

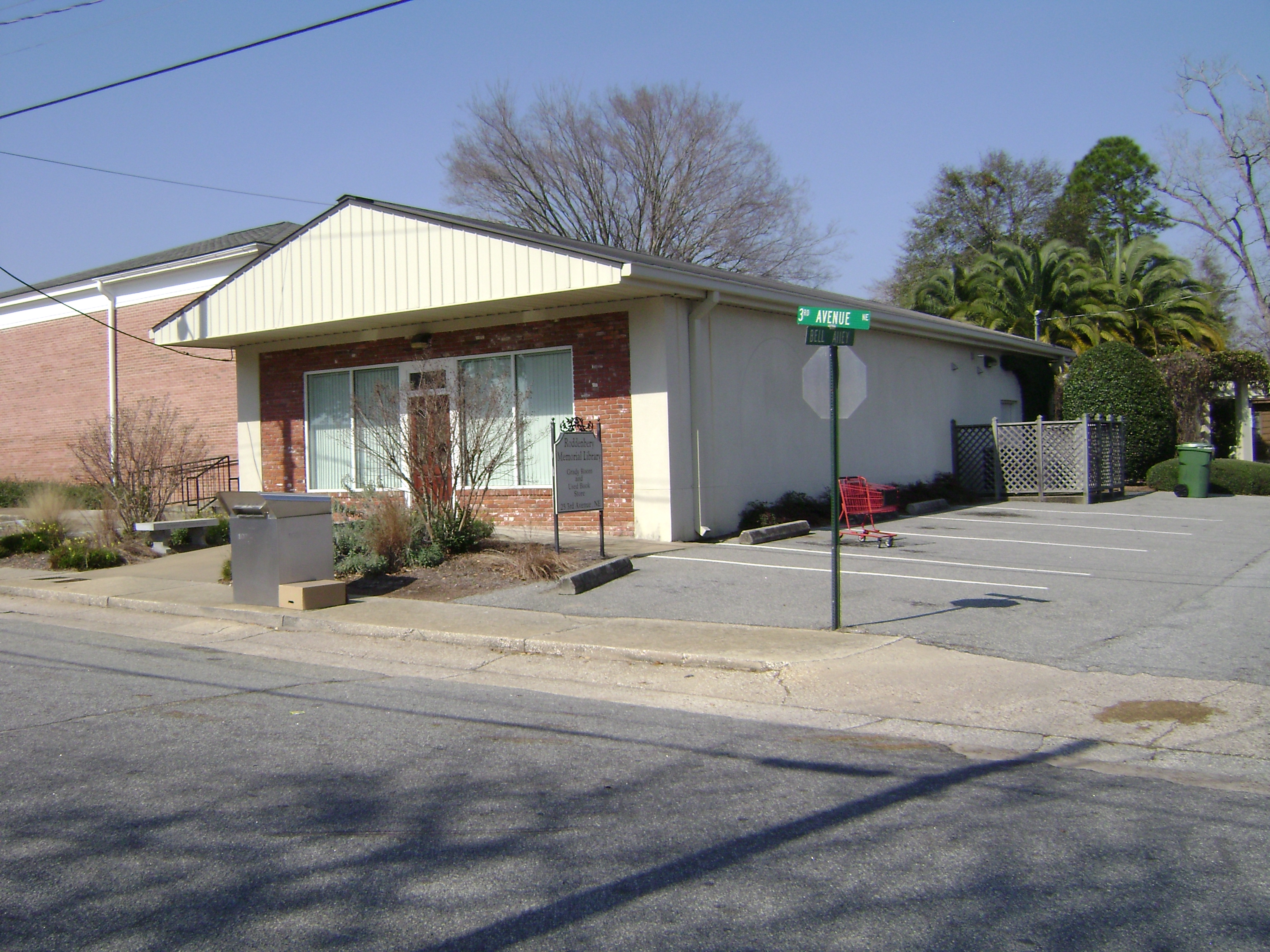
羅登伯里紀念圖書館格雷迪室

圖書館於1939年1月啓用，時稱“開羅公共圖書館”（Cairo Public Library）；館址初時位於大會堂的二樓。1964年，作為羅登伯里家族送給開羅社區的禮物，圖書館獲得位於開羅北寬街（North Broad Street）的新建築作為館址；為紀念羅登伯里家族，圖書館亦易名為“羅登伯里紀念圖書館”。
圖書館自1939年創館以來，於1950年及1960年兩度獲得约翰·科顿·达纳奖。該獎項被視為美國圖書館協會在公共關係和營銷領域中最負盛名的獎項。

## 鄰縣圖書館系統
- 德索托徑公共圖書館系統（英语：De Soto Trail Regional Library System）（北方）
- 托馬斯縣公共圖書館系統（英语：Thomas County Public Library System）（東方）
- 佐治亞州西南地區圖書館（英语：Southwest Georgia Regional Library）（西方）

## 外部連結
- PINES Catalog